# Three Little Pigs (film 1918)
Three Little Pigs è un cortometraggio muto del 1918 diretto da Anson Dyer, un regista e animatore che lavorò nel cinema fino agli anni cinquanta dopo aver iniziato la sua carriera all'epoca del muto negli anni dieci.

## Produzione
Il film fu prodotto dalla Hepworth.

## Distribuzione
Il film - un cortometraggio - uscì nelle sale cinematografiche britanniche nel 1918.
Si conoscono pochissimi dati del film che, perduto, si pensa andato distrutto nel 1924 insieme a gran parte degli altri film della Hepworth. Il produttore, in gravissime difficoltà finanziarie, pensò in questo modo di poter almeno recuperare l'argento dal nitrato delle pellicole.